# ドニプロ・アリーナ
ドニプロ・アリーナ (ウクライナ語:«Дніпро-Арена»,；英語:Dnipro Arena）は、ウクライナのドニプロにある競技場。主にサッカーの試合で使用されている。FCドニプロのホームスタジアム。収容人数は31,003人。

## 概要
2010年、首都キエフにあるオリンピスキ・スタジアムがUEFA EURO 2012の準備のため2010 FIFAワールドカップ予選のウクライナ対イングランド戦で使用された。
UEFA EURO 2012の開催地候補と選ばれていたが、スタジアムの収容人数がUEFA規定の最低3万3千席を満たしていなかったため、2009年5月に候補から除外された。
2009年、ヴォルスクラ・ポルタヴァがFCシャフタール・ドネツクに1対0で勝利したウクライナカップ決勝で使用された。

## ギャラリー
- オープニング・セレモニー
- スタジアム北側にある入場口
- スタジアム内部